# مذبحة مصنع أبو زعبل
في صبيحة يوم 12 فبراير 1970، وبينما كانت حرب الاستنزاف محصورة في الجبهة، قامت طائرات الجيش الإسرائيلي بغارة جوية قصفت فيه مصنع أبو زعبل للحديد في مركز الخانكة (18 كلم شمال القاهرة) التابع حاليًا لمحافظة القليوبية، التي التي كانت تملكه الشركة الأهلية للصناعات المعدنية، وكان به 1300 عامل، فقتل منهم 70 وأصيب 69، وحرق المصنع.

## المجزرة
دوّت في تمام الثامنة والربع صباح الخميس 12 فبراير/شباط 1970 أصوات طائرتين فانتوم إسرائيليتين تتجهان نحو المصنع، أسقطتا صاروخين وعدداً من قنابل النابالم، وخلال ثوان تهدمت بنايات المصنع وتصاعدت ألسنة اللهب في المكان، فأصاب صاروخ ورشة الصيانة بشكل مباشر، وأصاب الآخر محطة المحولات، ومن قوة الانفجار تفتّتت قوالب الحديد وتحولت بدورها إلى شظايا قاتلة، ونُقل المصابون وجثث الشهداء إلى المستشفيات، أسفر عن استشهاد نحو 83 عامًا وجرح 150 آخرين نصفهم تقريباً أًصيب بعاهات مستديمة.